# En officer och gentleman

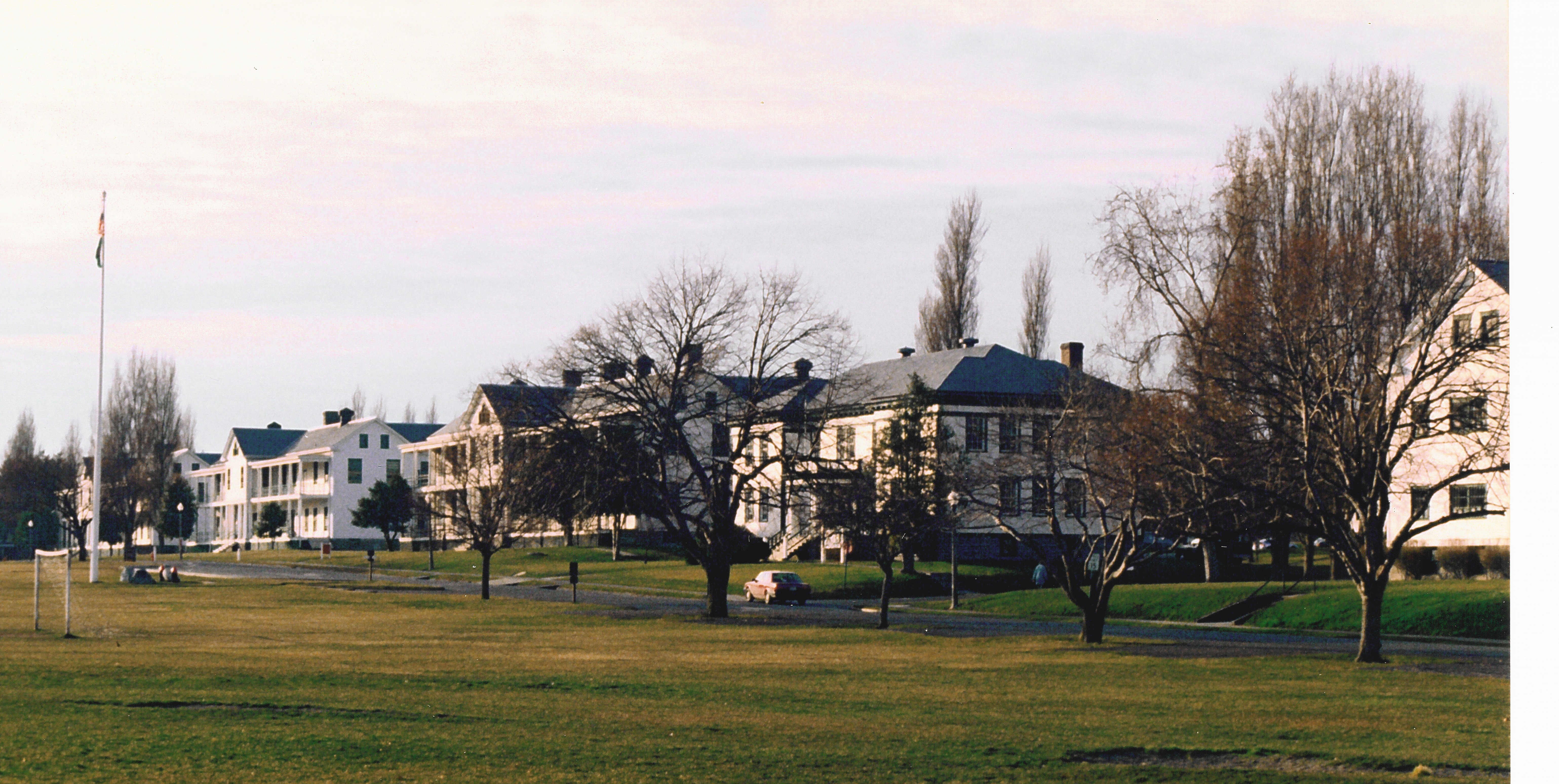
Filmen är till stor del inspelad vid den nedlagda militärbasen Fort Worden utanför Port Townsend i delstaten Washington.

En officer och gentleman (engelska: An Officer and a Gentleman) är en amerikansk dramafilm från 1982, i regi av Taylor Hackford. I huvudrollerna ses Richard Gere, Debra Winger och Louis Gossett Jr.

## Handling
Zack Mayo (Richard Gere) är en begåvad ensamvarg, som efter sin frånskilda mors död skickas till Subic Bay i Filippinerna där hans sexköpande far (Robert Loggia) var stationerad som underofficer. Många år senare efter sin bachelorexamen börjar Zack Mayo, delvis för att trotsa sin officersföraktande far, på ett OCS-program för att bli pilot i amerikanska flottan. 
Under tretton kvalfyllda veckor lär han sig hur viktigt det är med disciplin, samarbete, ledarskap, kärlek och vänskap. Trots varningar från den hårde men rättvise instruktören Emil Foley (Louis Gossett Jr.) till den unge kadetten om de lokala fabriksflickorna som skulle göra vad som helst för att fånga en blivande pilot, faller Zack ändå för en av dem, Paula (Debra Winger).

## I rollerna
| Richard Gere      | – Zack Mayo            |
| Debra Winger      | – Paula Pokrifki       |
| Louis Gossett Jr. | – Emil Foley           |
| David Keith       | – Sid Worley           |
| Lisa Eilbacher    | – Casey Seeger         |
| Lisa Blount       | – Lynette Pomero       |
| David Caruso      | – Topper Daniels       |
| Tony Plana        | – Emiliano Della Serra |
| Robert Loggia     | – Byron Mayo           |

## Utmärkelser
En officer och gentleman tilldelades två Oscarsstatyetter på Oscarsgalan 1983: för bästa manliga biroll (Louis Gossett Jr.) och för bästa sång (Up Where We Belong).